# جورج بي. مارتن
جورج بي. مارتن (بالإنجليزية: George B. Martin)‏ هو محامي وقاضي وسياسي أمريكي، ولد في 18 أغسطس 1876 في بريستونزبورغ في الولايات المتحدة، وتوفي في 12 نوفمبر 1945 في كاتليتسبورغ في الولايات المتحدة. حزبياً، نشط في الحزب الديمقراطي. وقد انتخب عضو مجلس الشيوخ الأمريكي.